# 炭酸亜鉛
炭酸亜鉛（zinc carbonate）は、塩基性炭酸亜鉛または炭酸・水酸化亜鉛の略語として使われる、亜鉛の炭酸塩である。化学式はZnCO3だが、組成は安定しておらず工業分野では一般的に代表的な化学式2ZnCO3・3Zn(OH)2・H2Oで表される。一般には塩基性炭酸亜鉛を指す。天然には菱亜鉛鉱として存在する。

## 性質
三方晶的な構造を持つ白い粉末状。分解温度は140℃で、300℃から二酸化炭素を放出する。

## 合成
硫酸亜鉛に炭酸ナトリウムを反応させると沈殿する。
{\displaystyle {\ce {{ZnSO4}+ {Na2CO3}-> {ZnCO3}+ {Na2SO4}}}}
熱すると、酸化亜鉛と、二酸化炭素に分解する。
{\displaystyle {\ce {{ZnCO3}->{ZnO}+{CO2}}}}

## 用途
顔料、防火剤、軟膏など医薬品、ゴム配合原料、飼料、亜鉛メッキ原料など